# Ross McCrorie
Ross McCrorie, né le 18 mars 1998 à Dailly en Écosse, est un footballeur international écossais qui évolue au poste de milieu défensif à Bristol City.

## Biographie

### En club
Né à Dailly en Écosse, Ross McCrorie est formé aux Glasgow Rangers, mais il ne commence pas sa carrière professionnelle avec ce club. Il est prêté à l'Ayr United en 2016, puis au Dumbarton FC en 2017. Il est ensuite de retour dans son club formateur, et réalise enfin ses débuts avec l'équipe première, le 19 septembre 2017, lors d'une rencontre de Coupe d'Écosse face à Partick Thistle, remportée par les Rangers sur le score de 1-3. Quelque temps après le match, son entraîneur Pedro Caixinha tient des propos élogieux à son égard, déclarant qu'il représente le futur de son club, mais aussi de son pays. Le 23 septembre suivant, McCrorie joue son premier match en Scottish Premiership et non des moindres puisqu'il s'agit du Old Firm face à l'éternel rival du Celtic Glasgow. Titularisé lors de cette partie, les Rangers s'inclinent sur le score de deux buts à zéro.
Le 5 juillet 2019, il est prêté à Portsmouth.
Le 18 août 2020 Ross McCrorie rejoint l'Aberdeen FC pour un prêt d'un an qui se transformera en transfert définitif à l'été 2021 pour un contrat de trois saisons. Il joue son premier match deux jours plus tard, lors d'une rencontre de championnat face au St Johnstone FC. Il est titulaire et son équipe l'emporte (0-1). McCrorie inscrit son premier but pour Aberdeen le 12 septembre 2020, en championnat contre le Kilmarnock FC. Il donne la victoire à son équipe sur un service de Scott Wright (1-0 score final).
Lors de l'été 2023, Ross McCrorie rejoint l'Angleterre afin de s'engager en faveur de Bristol City. Le transfert est officialisé le 6 juin 2023 et il signe un contrat de trois ans, soit jusqu'en juin 2026,.

### En sélection
Avec les moins de 17 ans, il participe au championnat d'Europe des moins de 17 ans en 2015. Il joue trois matchs lors de ce tournoi, en officiant comme capitaine.
De 2015 à 2017, McCrorie représente l'équipe d'Écosse des moins de 19 ans. Il joue un total de dix matchs pour un but.
Le 11 octobre 2016, Ross McCrorie reçoit sa première sélection avec l'équipe d'Écosse espoirs, face à la Macédoine. Il entre en jeu en cours de partie ce jour-là, et son équipe s'incline (2-0). Il est à plusieurs reprises capitaine de la sélection des espoirs.
En juin 2024, il fait partie de la liste des 26 joueurs convoqués par Steve Clarke pour disputer l'Euro 2024 .